# Otgonbayar Ershuu
Otgonbayar Ershuu (en mongol, Эршүүгийн Отгонбаяр, Ershuugiin Otgonbayar) né en 1981 à Oulan-Bator en Mongolie, est un artiste peintre mongol qui a étudié et travaille en Allemagne. Son nom d'artiste est OtGO.

## Biographie
Otgonbayar Ershuu grandit à Oulan-Bator avec ses sept frères et sœurs et un frère adoptif. La peinture le fascine depuis sa jeunesse. Son don fut reconnu alors qu'il était très jeune: dès l'âge de 15 ans, il a bénéficié d'expositions individuelles. Il a étudié la peinture mongole traditionnelle à Oulan-Bator où il a achevé ses études en 1998. Il a ensuite participé en tant que peintre et restaurateur à plusieurs voyages d’exploration dans des lieux historiques en Mongolie. Il a étudié les différentes techniques et l’iconographie de la miniature dans les monastères bouddhistes et lamaïstes ainsi que leurs fonds spirituels.
OtGO vit de sa peinture depuis 1998. Outre ses travaux artistiques indépendants, six cents peintures scientifiques sur l’art bouddhiste font partie de son œuvre. Il vit à Berlin depuis 2005. De 2007 à 2010, il a étudié à l’Institut d’Art au Contexte de la Faculté des arts plastiques, université des arts de Berlin et obtenu son diplôme en 2010. Depuis 2001, il a exposé ses œuvres lors d’expositions internationales au Japon, en Suède, en France, aux Pays-Bas, en Inde, en République tchèque, en Suisse, en Pologne, en Roumanie, en Russie, en Géorgie, aux Émirats arabes unis, en Allemagne et en Mongolie.

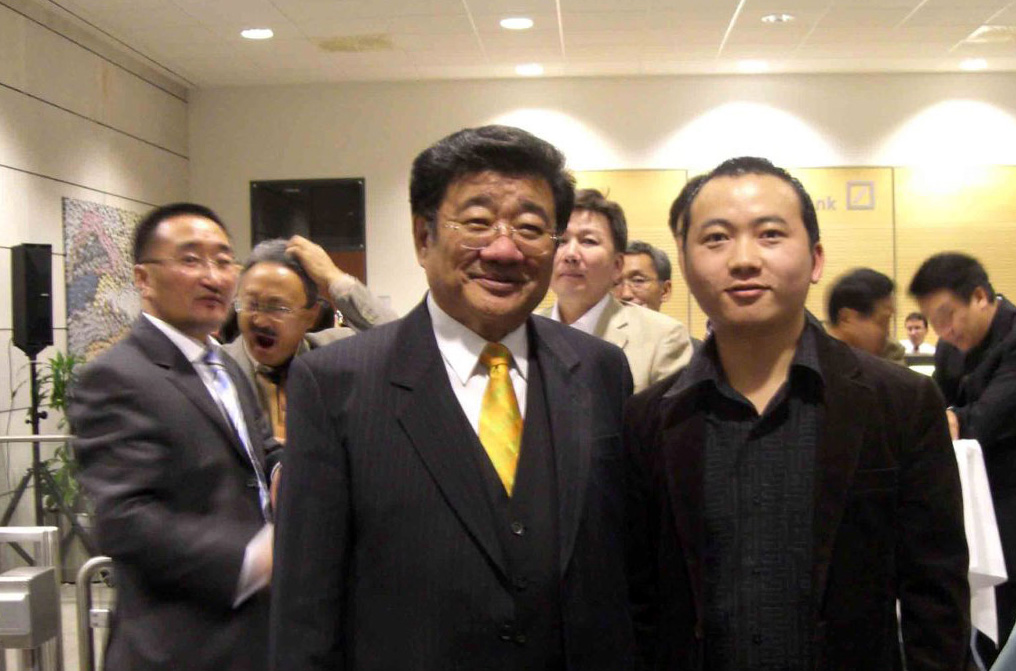
Punsalmaagiyn Ochirbat, présidents de Mongolie et Otgonbayar Ershuu, 2007
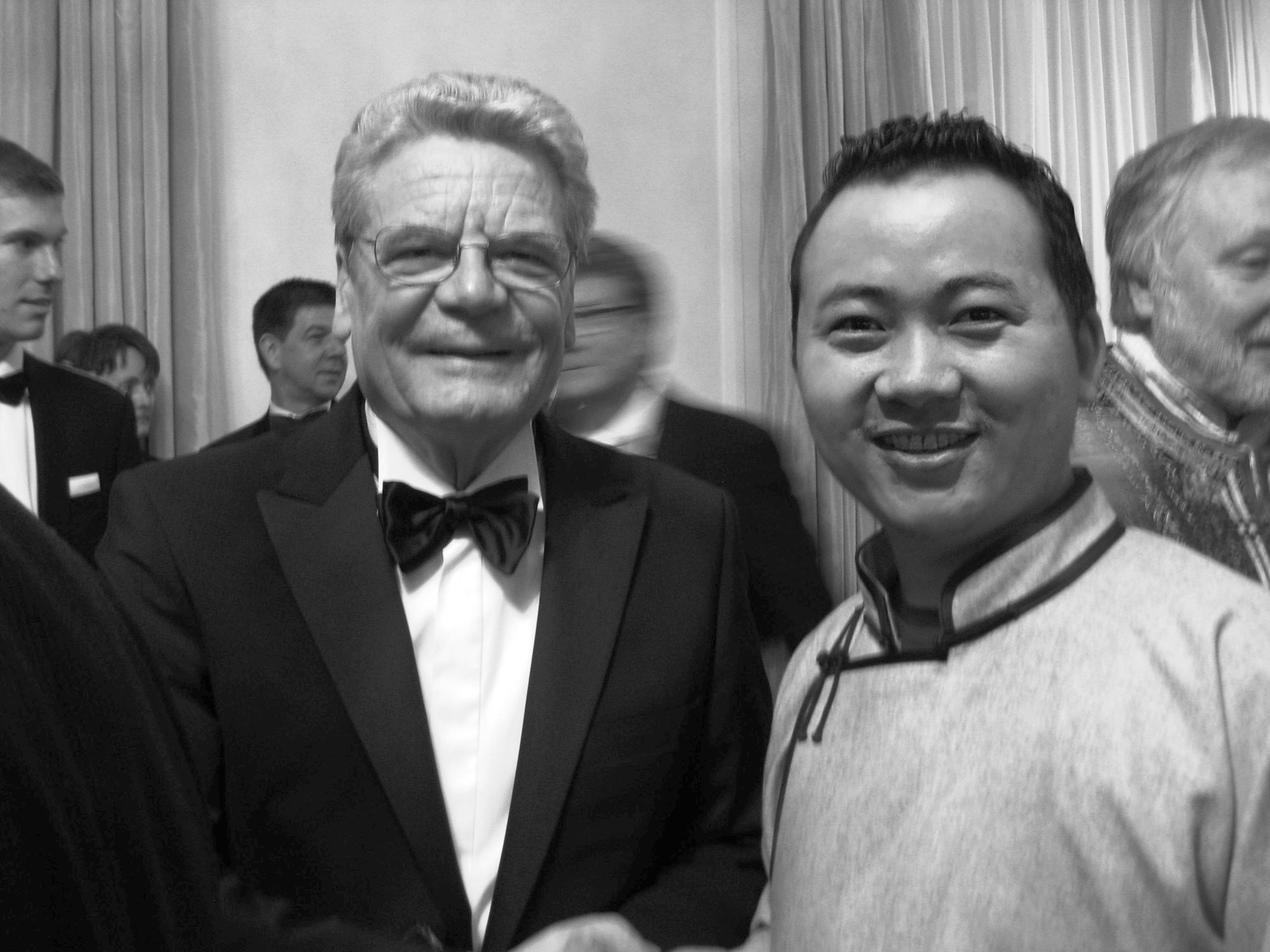
Joachim Gauck, président de l'Allemagne et Otgonbayar Ershuu, 2012
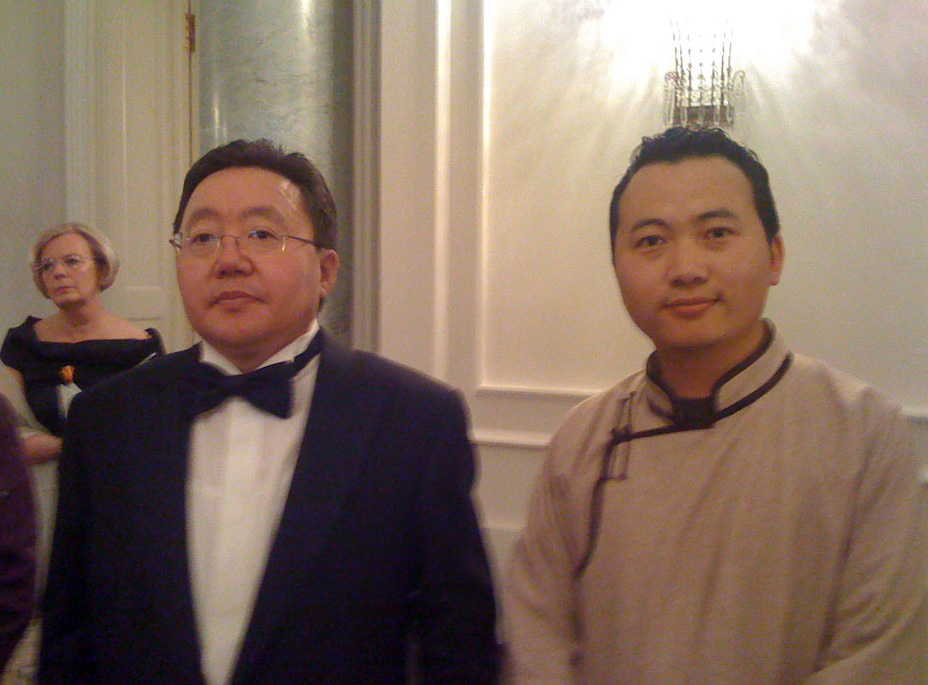
Tsakhiagiyn Elbegdorj, Présidents de Mongolie et Otgonbayar Ershuu, 2012
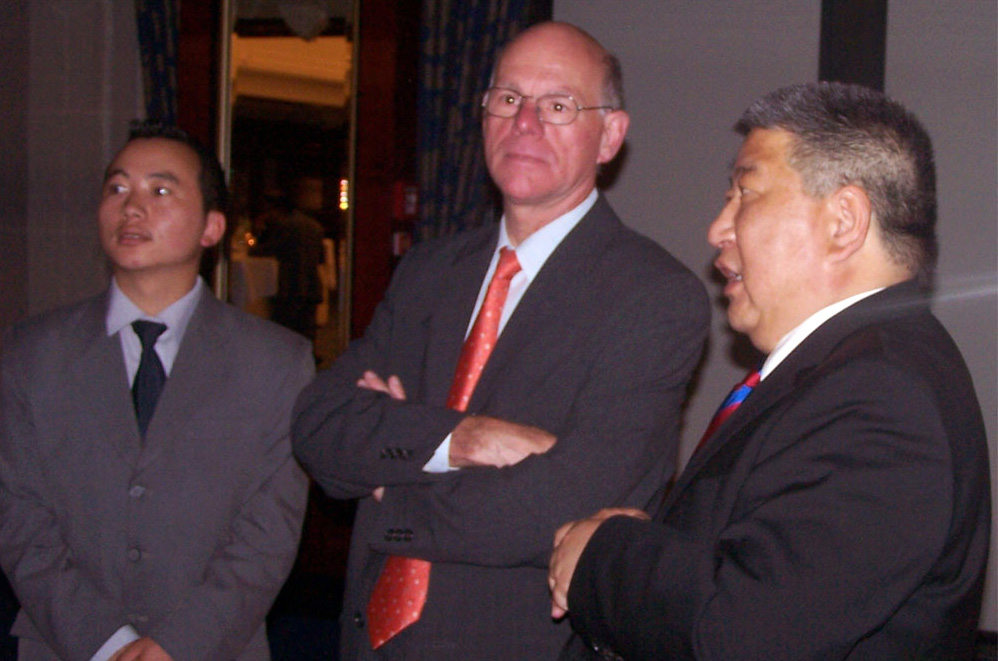
Otgonbayar Ershuu, Norbert Lammert, président du Bundestag et Galbaatar Tuvdendorj, ambassadeur de Mongolie en Allemagne 2006
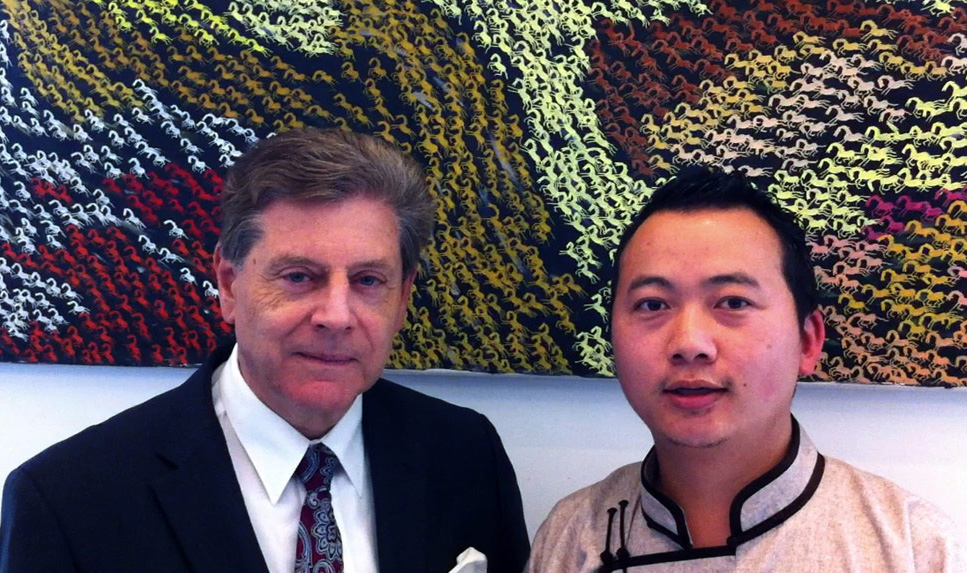
Eduard Oswald, vice-président du Bundestag allemand et Otgonbayar Ershuu, Commerzbank, la porte de Brandebourg, Berlin

## Films
- ZURAG –  un film sur Otgonbayar Ershuu (Documentation Art), Allemagne / Mongolie 2010 ; un film de Tobias Wulf[4]
- HUN – OtGO, Hosoo, Transmongolia (Documentation Art), Allemagne 2012, un film de Dave Lojek[5]

## Œuvres

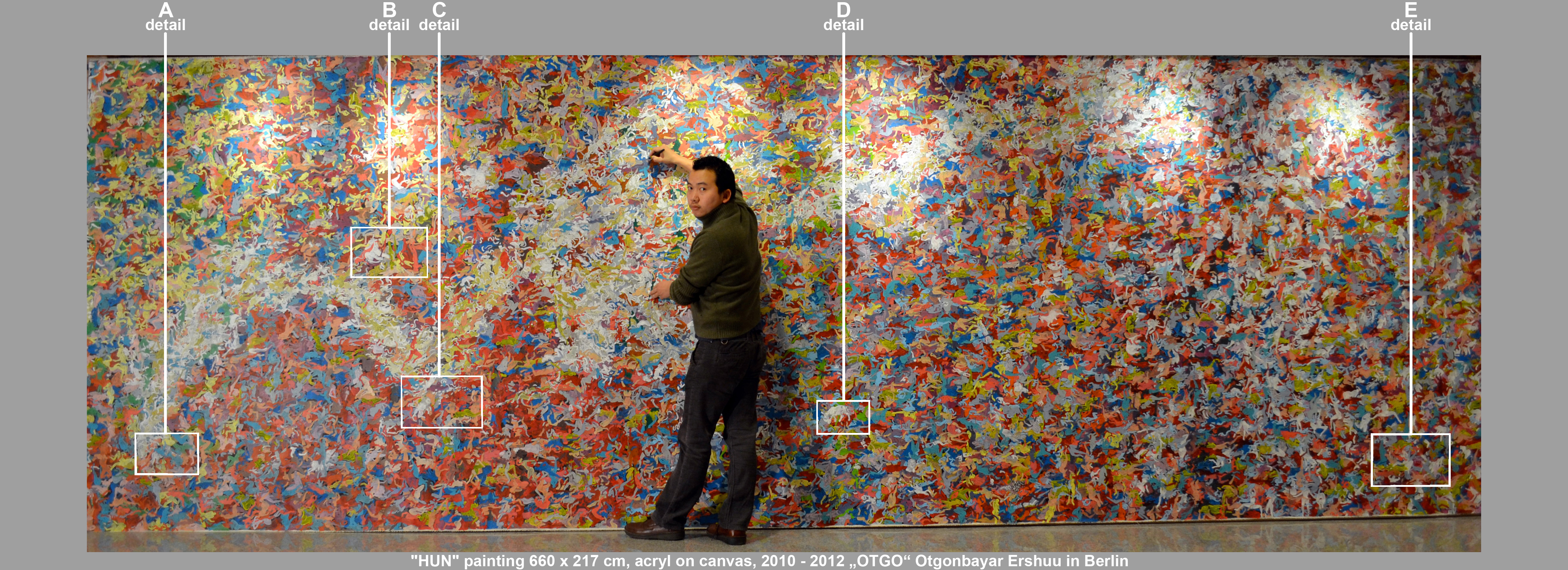
"HUN", acrylique sur toile.

- 1999 : Roaring Hoofs[6].
- 2002 : Kama Sutra[7].
- 2012 : Hun (personnes) [8]

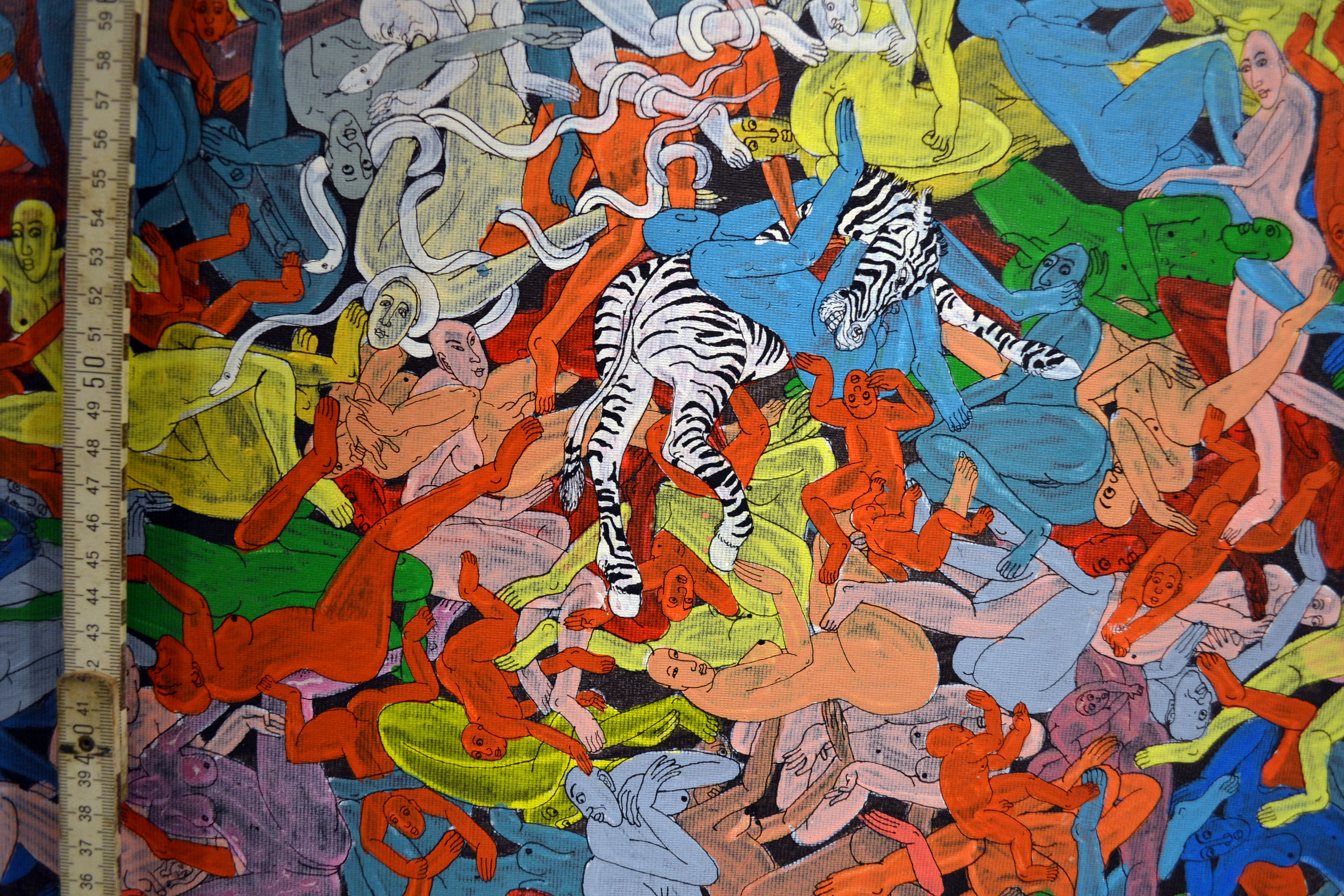
A détail
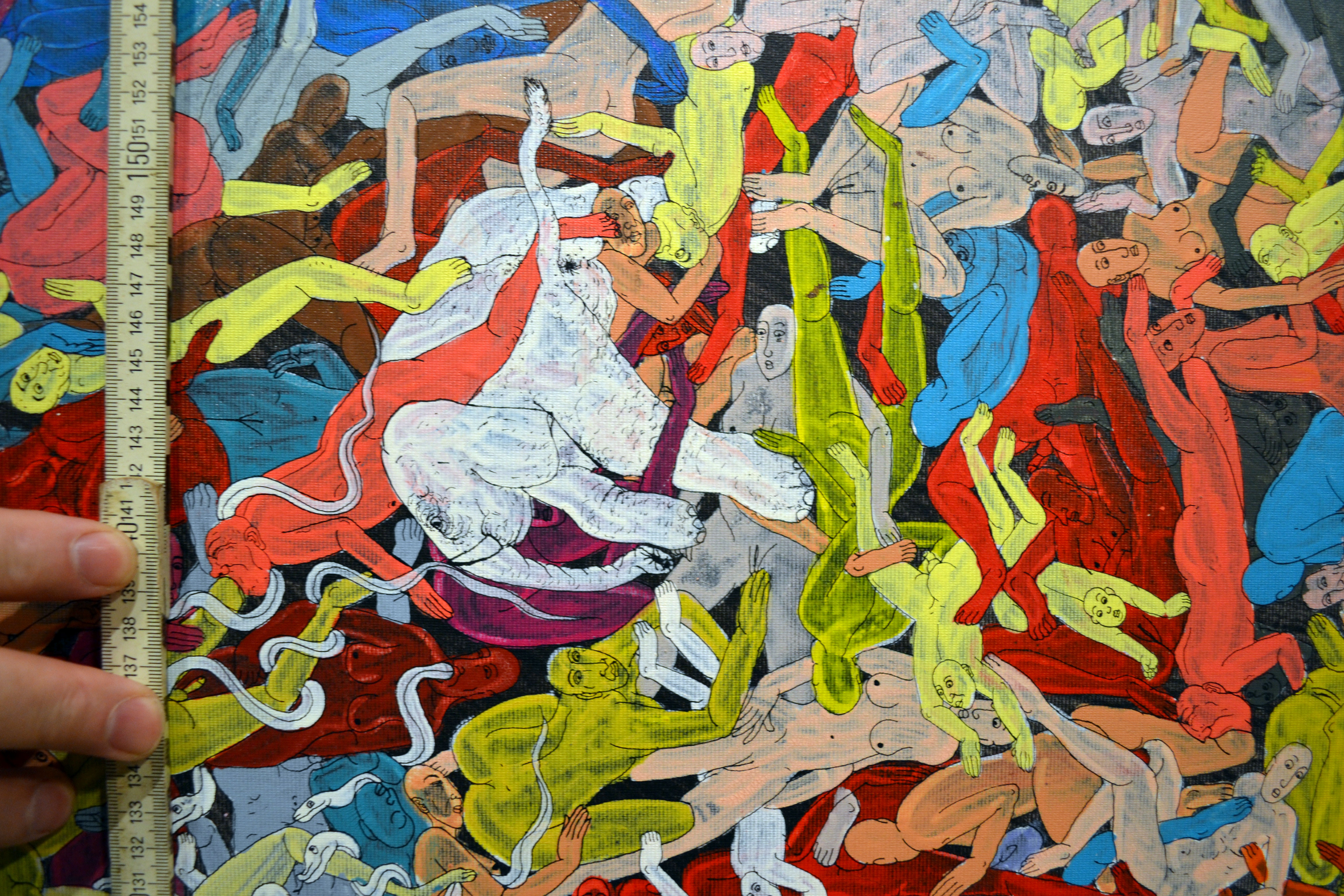
B détail
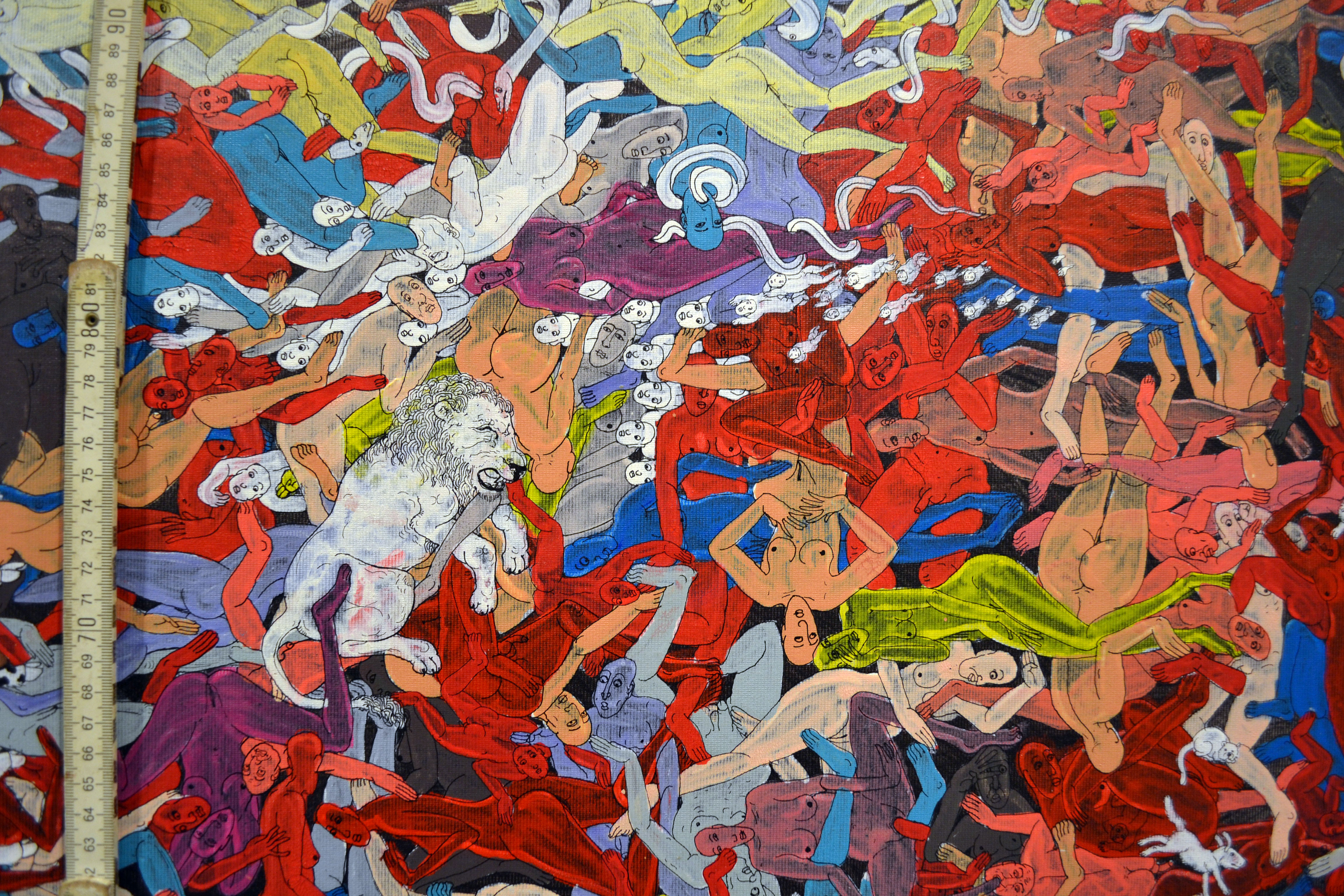
C détail
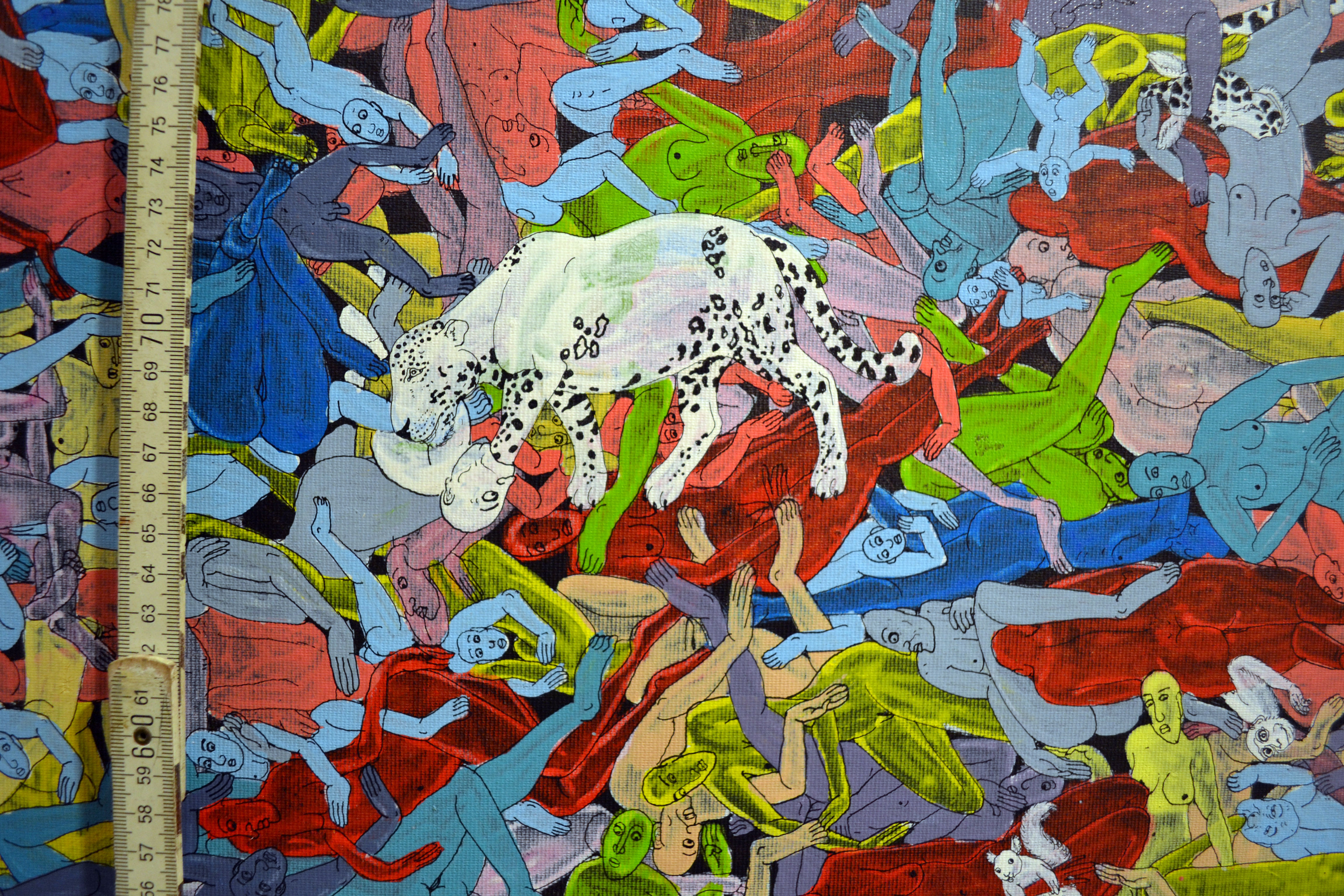
D détail
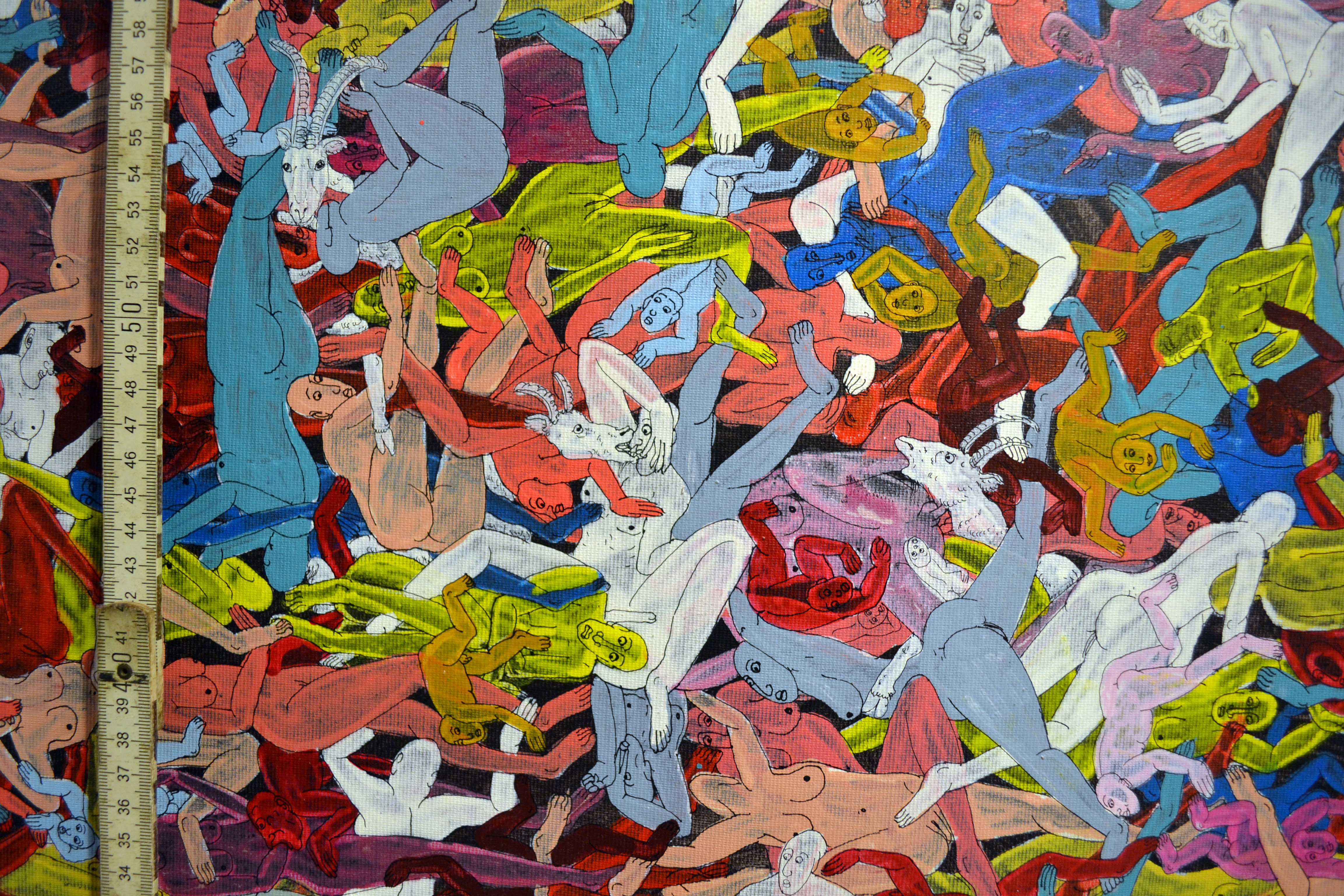
E détail

### Peinture Thangka

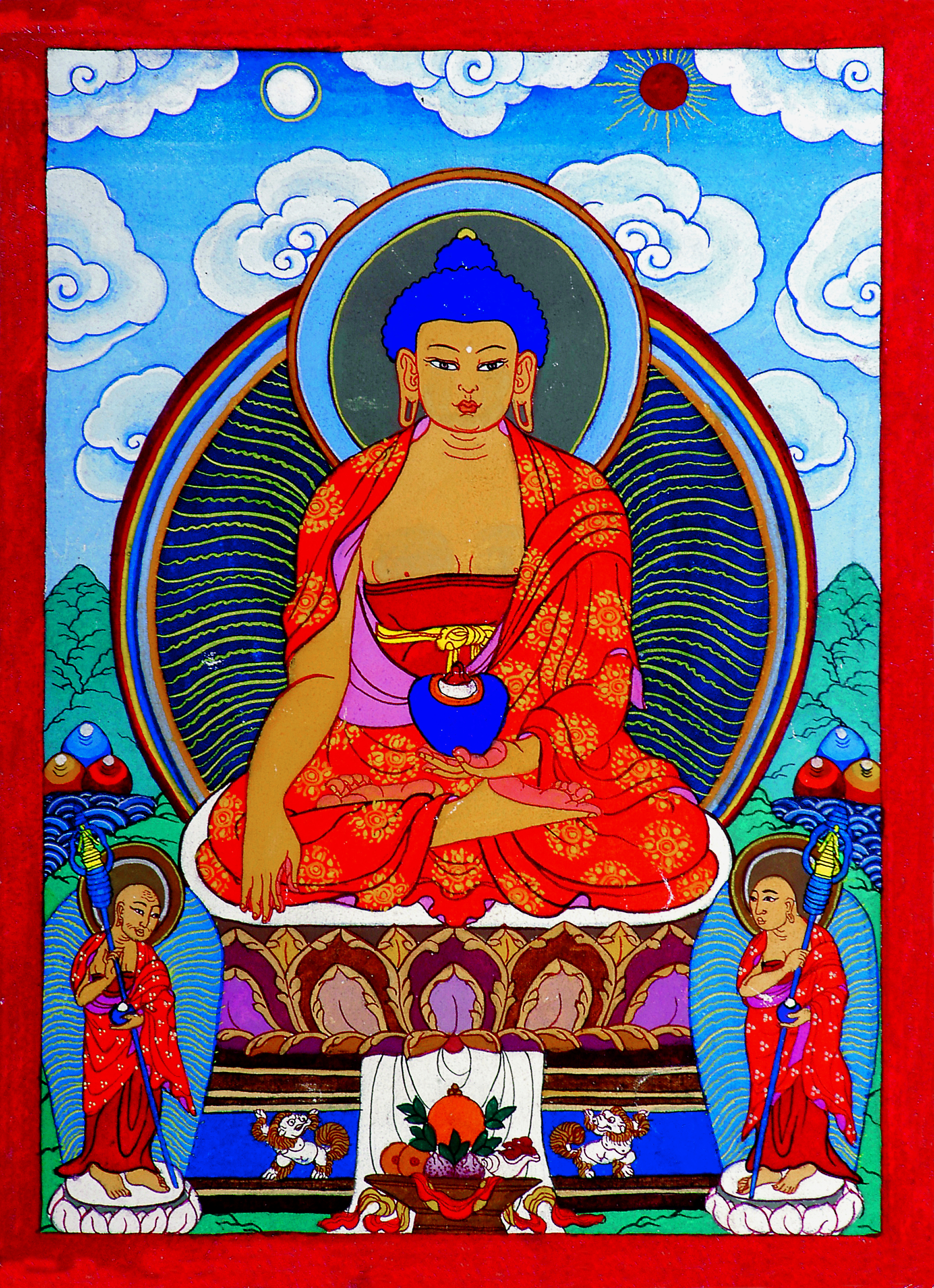
Bouddha, tempera sur le coton,, 2004

Les thangka d’OtGO ne sont pas d'inspiration religieuse; l’artiste a plutôt été attiré par le défi d’apprendre une méthode de travail aussi exigeante que traditionnelle.  Une fascination pour la méthode de création et le défi consistant à réaliser une œuvre individuelle tout en respectant des règles fixes ont éveillé l’ambition de l’artiste et constitué le début d’une période de plusieurs années dans le domaine de la peinture de thangka. OtGO a développé sa technique lors de longs voyages à travers la Mongolie. Une particularité des thangkas peints par OtGO est que l’artiste peint ses images directement sur toile et évite ainsi la démarche de la feuille de croquis. Si l'on considère que ses œuvres sont à peine plus grandes qu'une diapositive, on se rend vite compte du travail détaillé que le peintre doit effectuer afin de peindre un tableau. Otgonbayar Ershuu a produit 600 thangka. La plus grande partie de ses tableaux peintures est le fruit d’une seule étape de travail. Chaque trait ne peut être placé qu’une seule fois, il est quasiment impossible de corriger les erreurs. Cela exige une grande concentration pendant plusieurs heures et d'ignorer tant les besoins humains naturels que  les éléments perturbateurs imprévisibles.
La peinture thangka mongole est miniaturisée, conformément à la tradition du pays, et même l’iconographie a été adaptée au monde diversifié des croyances. Le répertoire des personnages chez OtGO provient de l'univers du chamanisme, du tengrisme et du bouddhisme. La représentation souvent érotisée des thèmes dans ses tableaux est frappante. Un principe de la croyance mongole est de parvenir à une „unité universelle“ à travers la victoire sur tous les opposés du monde physique réel. L’union sexuelle entre homme et femme, qui finalement porte en soi le germe d'une nouvelle vie, est à cet égard emblématique. Compte tenu de cette idée fondamentale, l‘érotisation des images religieuses devient une conséquence naturelle et presque évidente. Otgonbayar Ershuu emprunte ses thèmes et ses personnages divins aux peintures artistiques traditionnelles. Ses divinités miniaturisées sont parfois des détails de grandes peintures, ou encore l’interprétation picturale d’une sculpture, mais elles sont toujours, d’une manière très spéciale et individuelle, d'authentiques « OtGOs ».
Otgonbayar Ershuu travaille, pour la production de ses thangkas, avec différentes peintures d’apprêt; la conservation de ces derniers demande un traitement préalable des toiles. La couche primaire noire est un mélange de suie noire, de craie et de vodka ou d’eau-de-vie de lait. Des piments minéraux ou végétaux sont ajoutés à ce mélange. Finalement, la mixture est épaissie avec de la colle faite de peau de yak et appliquée des deux côtés de la toile. Un échantillon olfactif des petites images révèle encore après plus de dix ans l’emploi de suie et d’alcool pour le traitement de l’étoffe et donne son caractère aux œuvres.

### Bande dessinée

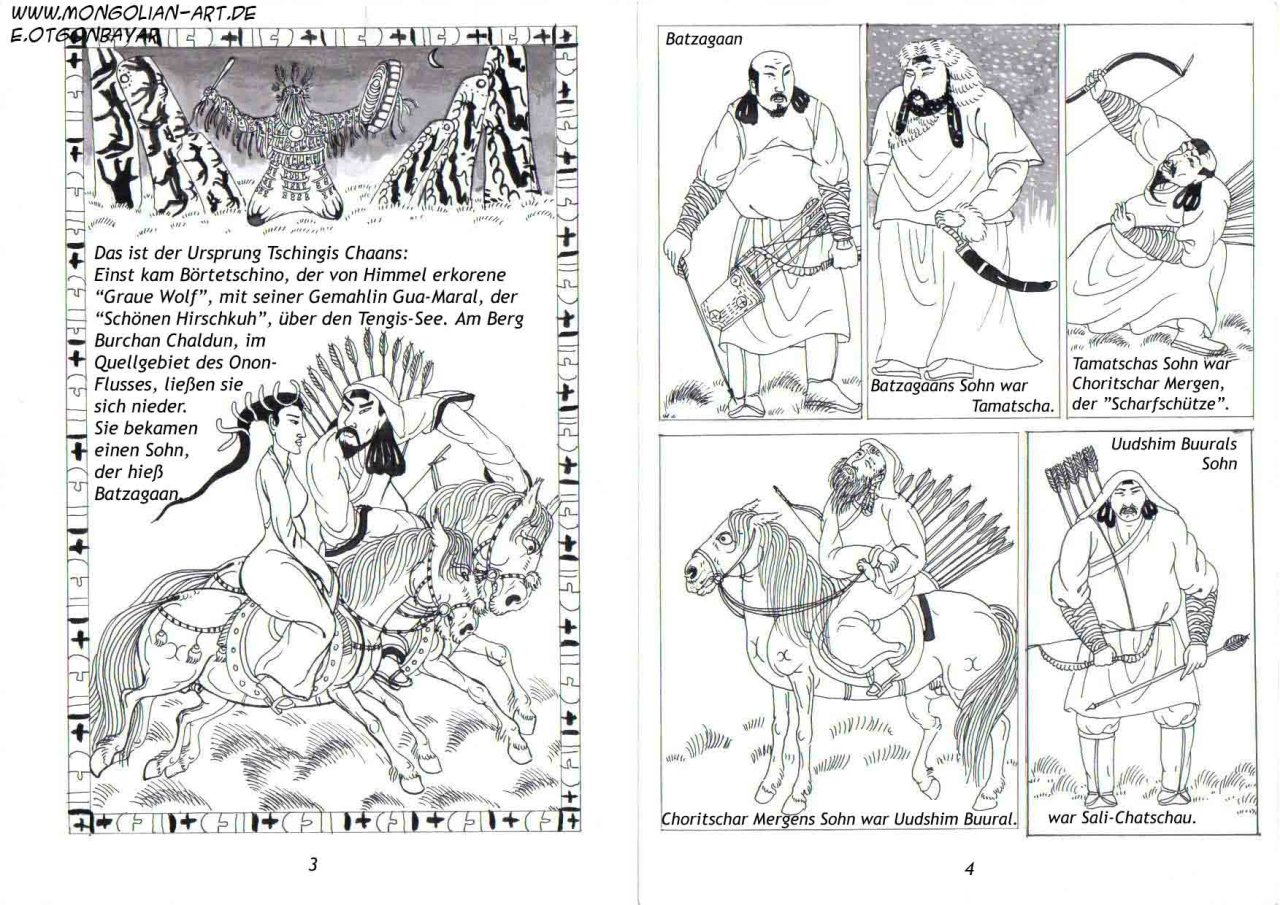
Histoire secrète des Mongols, encre sur papier

Un ouvrage de longue date d’OtGO est l’histoire secrète des mongoles – Cette bande dessinée, qui s'inspire du style de la peinture mongole, compte environ 600 pages, divisées en douze chapitres. Chaque page du livre montre plusieurs images, de sorte que l’ouvrage comprend à peu près 3 000 dessins. L’Histoire secrète des Mongols a été rédigée il y a environ 800 ans. Elle est l’œuvre littéraire la plus ancienne et la plus importante des Mongols, tout à la fois mythe, épopée et chronique. À l’origine, elle ne comportait pas d’illustrations. Afin de rendre cette histoire plus compréhensible et plus accessible pour tous les groupes d’âge, Otgonbayar Ershuu décida de travailler le contenu de cette œuvre majeure en tant que peinture miniature mongole. Une préoccupation particulière durant l’élaboration de sa bande dessinée était de représenter le plus authentiquement les caractères ethniques des Mongols ainsi que les faits historiques et les artefacts. Cela nécessita des recherches approfondies, qui l’ont amené à s'intéresser à divers domaines scientifiques. Par l’inclusion de la miniature, quelque chose de caractéristique et traditionnellement mongol est censé être repris.

### Publications
- Otgonbayar Ershuu: HEARTFELT HEAVEN. Printed in Hiimori Printing Co., Ltd, Oulan-Bator en Mongolie, 2004,  (ISBN 99929-74-08-7)
- Otgonbayar Ershuu: THE GODS. Printed in Hiimori Printing Co., Ltd, Oulan-Bator en Mongolie, 2004,  (ISBN 99929-74-07-9)
- Otgonbayar Ershuu: BLUE Munkhiin Useg Verlag, Oulan-Bator en Mongolie, 2016  (ISBN 978-99973-58-38-7)

### Expositions
- 1996

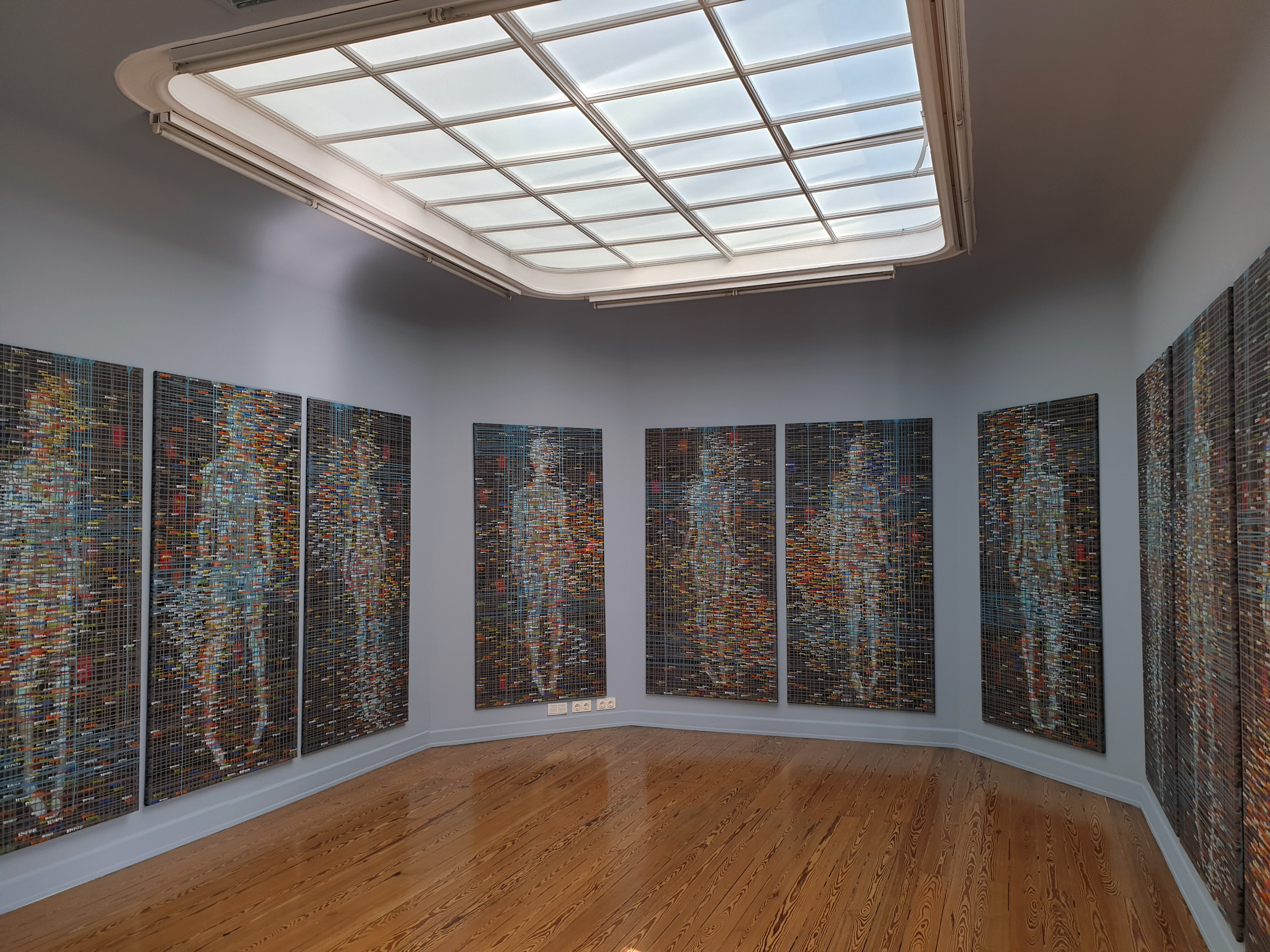
Exposition : OtGO ’unendlich’, Kunstverein Konstanz, Allemagne 2019

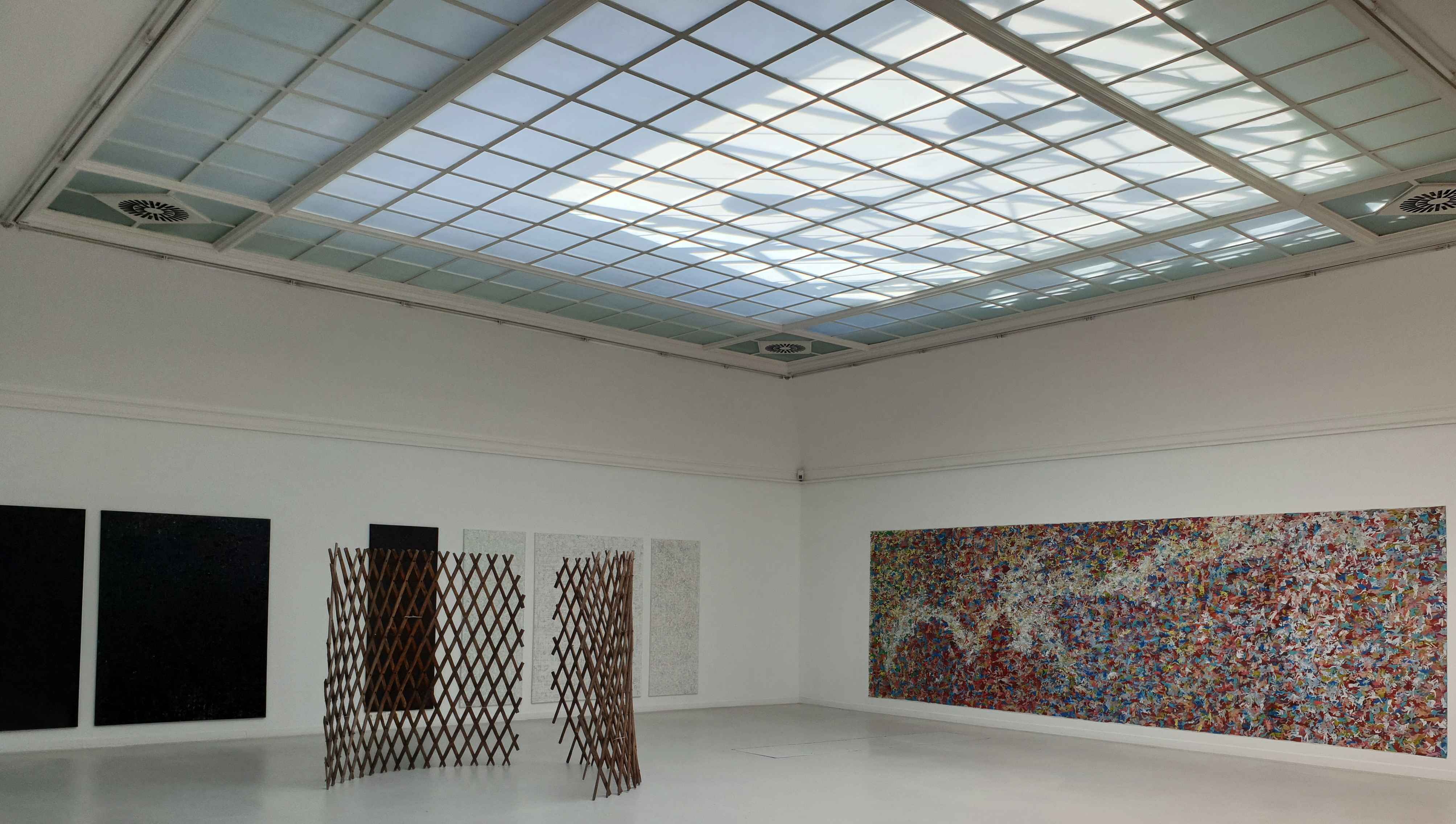
Exposition : OtGO ’unendlich’, Kunstverein Konstanz, Allemagne 2019

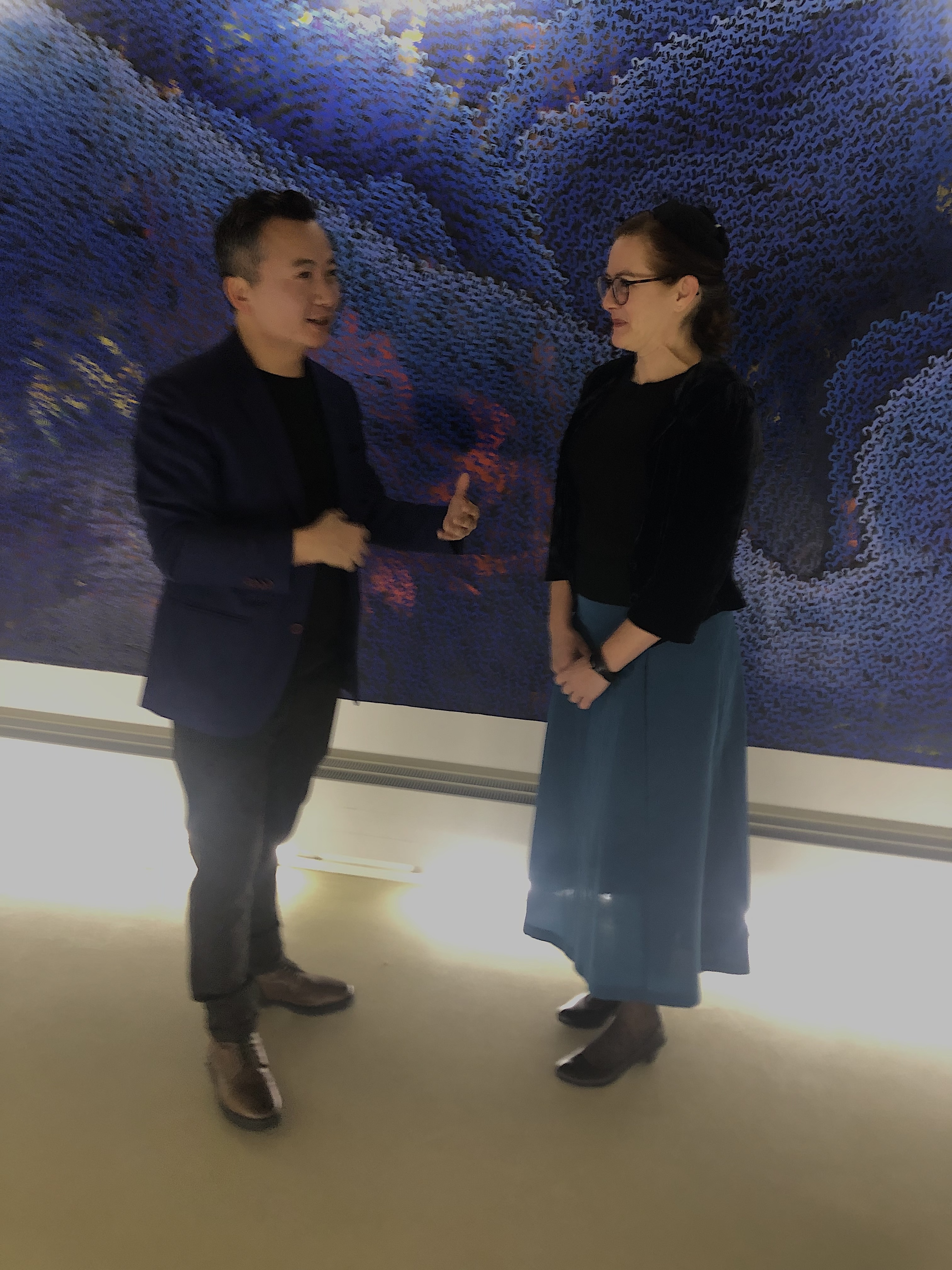
Rétrospective OtGO 2024 à La Baule-Escoublac. L'artiste OtGO et Mélanie Grasset, commissaire de l’exposition.

  - Hos Yus exposition, Le palais de la culture des enfants mongols, Oulan-Bator, Mongolie
- 2007
  - Gods exposition, le musée Adelhauser, Fribourg-en-Brisgau, Allemagne
  - Mongol miniature peinture exposition, la Mongolie Center, Fribourg-en-Brisgau, Allemagne
  - Miniature exposition, la Deutsche Bank, Berlin, Allemagne
  - Paradise felt with my heart exposition, Munich, Allemagne
  - OtGO à Örebro exposition Konstfrämjandet galerie, Örebro, en Suède
- 2009
  - OtGO in the palace exposition, Örebro Palace, Örebro, Suède
  - OtGO in the palace Seeheim exposition, Seeheim Palace, Constance, Allemagne
- 2011
  - Roaring Hoofs exposition, galerie Zurag, Berlin, Allemagne
  - Roaring Hoofs exposition, Bonn, Allemagne
  - Gods exposition, galerie Zurag, Berlin, Allemagne
  - Mongol Ayan - 1 exposition, Alsace, France
  - Mongol Ayan - 4 exposition, Fischer-Art studio à Leipzig, Allemagne
- 2012
  - Hun exposition, galerie Zurag, Berlin, Allemagne
  - Kama sutra en miniature exposition, galerie ZURAG, Berlin, Allemagne
  - OtGO art exposition, Commerzbank, la porte de Brandebourg, Berlin, Allemagne
  - OtGO art exposition, Tsagaandarium Art Gallery & Museum Oulan-Bator, Mongolie
  - OtGO art exposition, Red Ger Gallery, la Khan Bank, Oulan-Bator, Mongolie
- 2013
  - OtGO art Commerzbank, Brandenburg Gate, Berlin, Allemagne
  - @ artlabmannheim. Conservateur: Rolf Lauter, Mannheim, Allemagne
- 2014
  - Tsenher Ulaan Gallery Peter Zimmermann, Mannheim, Allemagne
  - Hun = Menschen Museum Baruther Glashuette, Baruth, Allemagne
  - Amitan Gallery Studio OtGO Berlin
- 2015
  - White Gallery Peter Zimmermann, Mannheim
  - 'OtGO' Poland Dom Kultury w Łęczycy, Pologne
  - Penguin & Zebra - Mongolia? Gallery Studio OtGO Berlin
- 2016
  - OtGO Antartic panorama penguins National Museum of Fine Arts, Chișinău, Moldavie[13]
  - Blue Art Space Mongolia, Oulan-Bator, Mongolie
- 2017
  - Nature transfigured Museum Baruther Glashuette, Baruth, Allemagne
  - OtGO Commerzbank, porte de Brandebourg, Berlin
  - The Universe Otgos Art Space Berlin, Allemagne
- 2018
  - OtGO Retrospektive Mongolian National Art Gallery, Oulan-Bator, Mongolie[14]
  - Zurag Otgos Art Space Berlin
  - Zurag Cova Art Gallery. Eindhoven, Pays-Bas[15]
  - Zurag AB43 Contemporary. Zurich, Suisse[16]
- 2019
  - Unendlich Kunstverein Konstanz, Constance, Allemagne[17]
- 2024
  - Rétrospective OtGo, Entre tradition et modernité, du 13 janvier au 31 mars 2024, musée Bernard-Boesch, La Baule-Escoublac, France[12].